# 韩兴博
韩兴博（2004年—2021年8月2日），辽宁省绥中县人，秦皇岛市的一个烧烤店的店员。2021年8月2日凌晨，韩兴博到当地的西浴场（滨海大道附近的海滩）游泳时偶遇3个落水的女孩，奋不顾身下水救人，女孩最终全部获救，韩兴博却英勇牺牲，年仅17岁。

## 生平
韩兴博出生在绥中县的一个普通农民家庭，上面还有一个姐姐。韩兴博的父母老来得子，因此对他很是疼爱。2021年8月2日凌晨4时，3名来自唐山的20岁左右的女生在西浴场踏浪时不慎滑入海沟。韩兴博和几个朋友正在附近准备游泳，听到女孩的求救声后连外衣都来不及脱就跳进了海里。韩兴博下去后，把她们一个一个地往水面上推，留在岸上的几个同伴便手拉着手组成人墙，把人接住。韩兴博连救3人后，体力不支，消失在了大海里。26个小时后，韩兴博的遗体被救援队发现。

## 身后
韩兴博的母亲在韩兴博去世后，来到事发地点哭的撕心裂肺，几近晕厥。
8月4日，很多市民自发带着鲜花和蜡烛来到了事发地点进行悼念。当天，被救女孩的亲属也前往殡仪馆祭奠。8月5日，燕赵都市报联合阿里巴巴天天正能量追授韩兴博天天正能量特别奖。
8月12日，秦皇岛市精神文明建设委员会追授韩兴博为“秦皇岛市道德模范”。

## 争议
8月4日，一些社交媒体账号以被救女孩的名义开始在社交平台上口出狂言，声称“男孩是自己逞能，我可没求他救我”；“不认识他，求他救了”？“不好意思，没求他，他没了也是活该”，甚至与前来斥责的网友发生骂战。这些言论引起了网友的不满，一些网友因为愤懑甚至对这三个女孩进行人肉搜索，相关话题一度冲上微博热搜。
8月9日，三个女孩现身韩兴博的追悼会，向韩兴博的父亲下跪致歉。韩兴博姐姐表示，事发后至今她一直忙于弟弟的后事，未注意到网络舆论的发酵。同时她号召网友不要盲目攻击别人。
8月12日，被救女孩声称自己从未言语攻击韩兴博，相反对恩人感激涕零。被救女孩陈盈说，“英雄为我们牺牲了，我们真的很难过。我在追悼会上跪下道歉是因为英雄的牺牲，并不是因为网络暴力，那些难听的话我们从未说过。”
一些媒体认为这件事是一些营销号为了增加流量冒充被救女孩发表惊人的谣言来博取关注，并声明这些谣言可能会触犯法律。被救女孩的哥哥公开道歉被证明是一名郭性男子为了蹭流量而自导自演的一出闹剧，哈尔滨松北警方已经受理郭姓男子涉嫌仿冒热点事件当事人家属一案。